# Иляев, Гани
Гани Иляев (1916—1991) — член Союза художников СССР, член Правления Союза художников КазССР, участник всесоюзных, республиканских и зарубежных выставок. Происходит из племени Найман 
Родился в 1916 году, в Туркестанской губернии. Отец — Ила, мать Ханимкуль, старшие братья — Абиль и Халил, сестра — Махуба. Гани Иляев родился в семье, относящейся к казахскому интеллигентному сословию того времени, старший брат Абиль работал помощником Председателя Туркестанской республики Турара Рыскулова, а затем одним из редакторов газеты «Еңбекші қазақ», в числе близких друзей А.Иляева были — Сакен Сейфуллин, Беймбет Майлин, Турар Рыскулов, Ильяс Жансугуров, Мухтар Ауэзов, Султанбек Кожанов и др. Другой брат — Халил Иляев — был математиком, занимал руководящие должности в средне-азиатской системе образования. Сестра — Махуба — была одной из первых девушек казашек, получивших образование в Москве. Гани Иляев потерял отца и двух братьев.
Становление личности будущего художника происходило в сложный исторический период. XX столетие принесло в казахскую степь не только общественно-политические формации, но и изменило мироощущение, мировоззрение кочевника. Резкая смена идеологии, духовной жизни проходили в атмосфере напряжённой борьбы.
Он получил образование в Ташкентском казахском педагогическом техникуме и в художественном училище. Здесь ему посчастливилось учиться в классе Народного художника Узбекистана А. Н. Волкова, у великолепного живописца и глубоко самобытного мастера. К тридцатым же годам относится и творческая работа в мастерской Народного художника СССР, академика У. Тансыкбаева. Все это способствовало формированию молодого художника.
Но началась война. Г. И. Иляев — участник Великой Отечественной войны. Его фронтовая биография началась с битвы за Днепр, освобождение Киева. Награждён орденами и медалями СССР.
О жизни и творчестве художника издана повесть в издательстве «Жалын», уже упомянутый альбом, снят документальный фильм на киностудии «Казахфильм», «Знаки вечности», режиссёр Р. Альпиев. В городе Шымкент улица, на которой проживал художник, названа его именем. Имя Гани Иляева занесено в большую энциклопедию КазССР.
Гани Иляеву была присуща активная жизненная позиция: он не замыкался в своей мастерской, создавая произведения и собирая народное искусство. Своё жизненное предначертание он понимал гораздо шире. Художник поднимал вопросы поддержки государством народных ремесел. Это было актуально в его время, так как на народное творчество смотрели как на второстепенное, имеющее прикладной характер искусство, может быть даже отживающее свой век, уходящее в прошлое.
Горячая любовь к народному искусству, уходящему вглубь веков истории, стремление сохранить и продолжить древние традиции, в полной мере отразились в творческой деятельности Гани Иляева.
- 1928 г. — Учеба в Ташкентском Казахском педагогическом техникуме
- 1932—1936 гг. — Учеба в Художественном училище в классе Народного художника Узбекистана А. Н. Волкова
- 1934—1937 гг. Творческая работа в мастерской Народного художника СССР, У. Тансыкбаева
- 1941—1944 гг. — Участие в Великой Отечественной войне. Награждён орденом «Великой Отечественной войне», медалями «За боевые заслуги», «За победу над Германией»
- 1945—1957 гг. — Организатор КазИЗО В Шымкенте
- 1957 г. — принят в члены Союза Художников СССР по рекомендации Народного Художника Казахстана А. Кастеева
- 1958 г. — Персональная выставка в г. Москве в рамках декады казахской литературы и искусства. 40 работ закуплены Министерством Культуры СССР
- 1959 г. — На Союза Художников Казахстана избран членом правления СХ Казахстана.
- 1962 г. — Персональная выставка в г. Шымкенте
- 1964 г. — Персональная выставка в г. Алма-Ата
- 1965 г. — Поездка в А. Р. Е. (Египет)
- Организатор и первый директор художественной школы в г. Шымкенте
- 1970 г. — Персональная выставка в г. Шымкенте
- 1971 г. — Поездка в Японию
- 1971 г. — Персональная выставка в г. Алматы
- 1978 г. — Персональная выставка в г. Алматы
- 1984 г. — Снят документальный фильм на киностудии «Казахфильм» о творчестве Гани Иляева «Знаки вечности», режиссёр Р. Альпиев
- 1986 г. — Издан альбом «Гани Иляев» издательством «Өнер», автор К. Мукажанова
- 1992 г. — В городе Шымкент, улица, на которой проживал художник, была названа именем Г. Иляева
- Имя Гани Иляева занесено в большую энциклопедию КазССР
- Установлен бюст Гани Иляева на одноименной улице